# Mina Altân Tepe
Mina Altân Tepe – wieś w Rumunii, w okręgu Tulcza, w gminie Stejaru. W 2011 roku liczyła 412 mieszkańców.